# チャールズ・スポルジョン

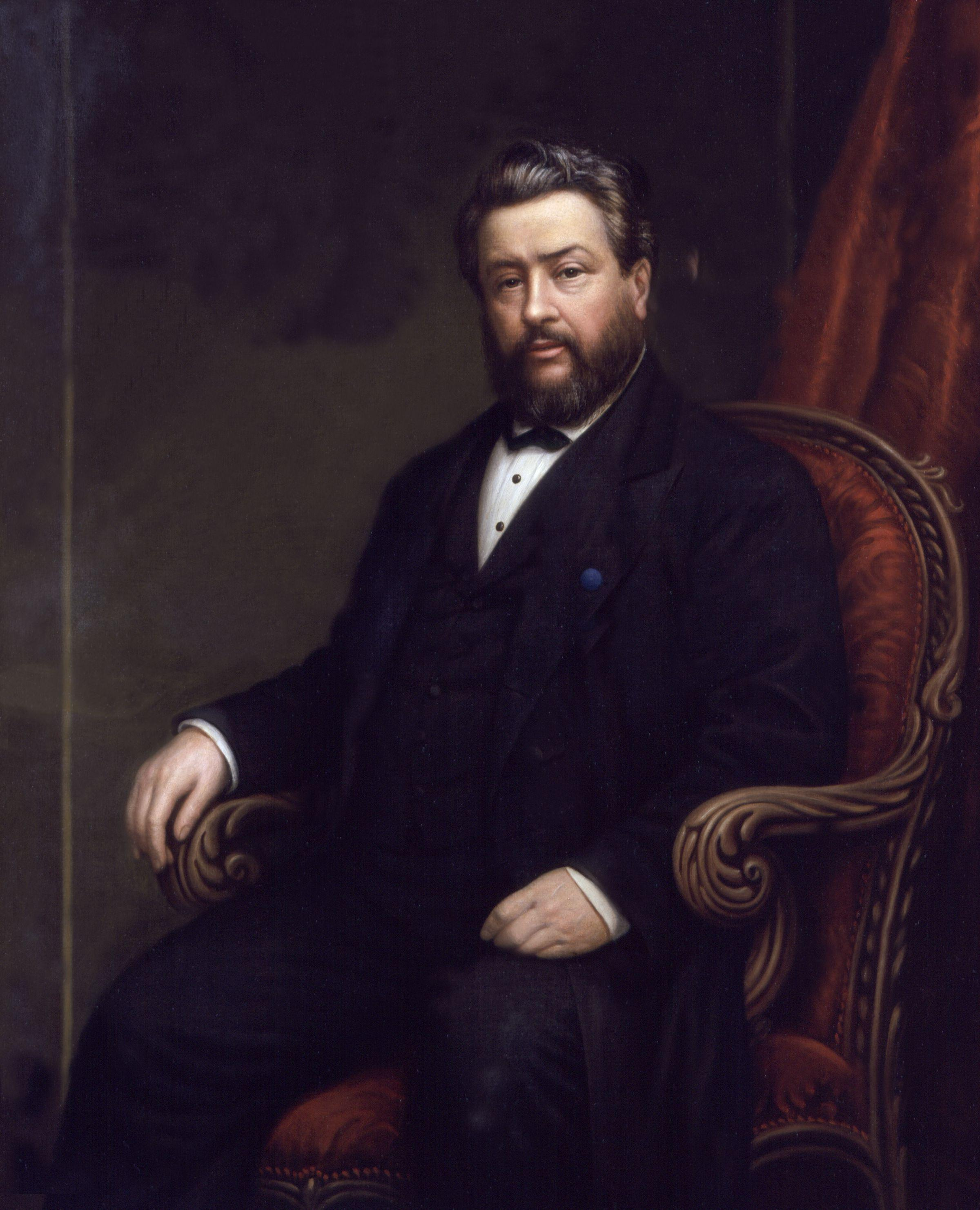
晩年のスポルジョン

チャールズ・ハッドン・スポルジョン（Charles Haddon Spurgeon, 1834年6月19日 - 1892年1月31日）は、イギリスの著名なバプテスト派の牧師、伝道者、説教者。教団教派を越えて影響を与えた「講壇のプリンス」と呼ばれる。日本語ではC.H.スポルジョン、チャールズ・スパージョンとも表記される。

## 神学
バプテストの継承性を主張する幼児洗礼を認めないバプテストであるが、カルヴァン主義のプロテスタントの影響を受けている。

## 生涯
- 1834年 会衆派の牧師の息子としてエセックス州ケルヴェドンに生まれた。
- 1849年 バプテスト派の信者の経営する学校で補助教員職を務め始めた。
- 1850年12月15日 日曜日に突然の吹雪のためにやむなく小さなチャペルに飛び込み、そこでプリミティブ・メソジストの信徒説教者が語る説教を聞いて、回心を経験した。決め手となった聖書の言葉は「地の果てのすべての人々よ、わたしを仰いで、救いを得よ。わたしは神、ほかにはいない」（イザヤ書45章22節）であった。
- 1851年5月3日 会衆派の伝統を捨てて、成人洗礼（バプテスマ）を受けて信仰を告白した。ケンブリッジに移転して、セント・アンドルーズ・ストリートのバプテスト教会に転籍した。
- 1852年 補助教員職を辞めて、ウォータービーチのバプテスト教会で牧師に就任した。一年で10人が400人の教会に成長した。
- 1854年 ロンドンの中央にあるニュー・パーク・ストリート・バプテスト教会の牧師に就任した。
- 1856年 サリー・ガーデン音楽堂の礼拝で説教をして12000人が出席した。
- 1857年 ロンドン・クリスタル・パレスで説教をして23654人が出席した。
- 1861年 ロンドン南部のニューイントンにメトロポリタン・タバナクル教会を建設。
- 1874年 双子の息子に洗礼を授ける。息子の内一人、チャールズ・ジュニアはグリニッジで牧師になり、もう一人のトーマスは1884年に父の後を継ぐ。
- 1892年 保養先の南フランスのメントンで客死。

## 人物像

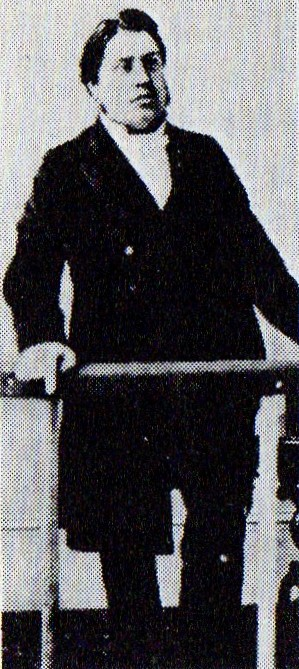
メトロポリタン・タベナクルで説教をするスポルジョン

- スポルジョンは独学の神学者であったが、その学問形成は宗教改革者やピューリタンたちの著書によるものであった。
- スポルジョンは12000冊の蔵書を持っていた。3分1はミズーリ州リバティのウィリアム・ジュウェル・カレッジに展示されている。
- 国教会の教職者にも講演をしたり、バプテスト派以外の会合でもよく説教をした。幅広い交友関係があった。
- スポルジョンは社会改革にも積極的に取り組んだ。タバナクル教会は35の異なった慈善組織に着手していた。この組織を支えるために私財をつぎこんで、死去の際には自宅以外の財産はほとんどなかった。
- スポルジョンが始めた神学校パスターズ・カレッジは、今日でも英国で一番神学生が在籍している神学校である。
- スポルジョンの説教は毎週印刷され、60冊以上の説教集が刊行された。

## 影響を受けた人
- D.L.ムーディー
- オズワルド・チェンバーズ
- G.キャンベル・モーガン
- F.B.マイヤー
- レテー・カウマン
- ウィリアム・ホワイト

## 著書
- 『スポルジョン説教集』松代幸太郎訳、いのちのことば社、1961年
- 『主の約束は朝ごとに』湖浜馨訳、いのちのことば社、1985年
- 『主につく者はだれか』松代幸太郎訳、いのちのことば社、1986年
- 『たましいを追い求めよ』石黒則年訳、いのちのことば社、1991年
- 『ただ恵みによって』羽鳥明訳、いのちのことば社、1992年
- 『ダビデの宝庫』西河直茂訳、いのちのことば社、1992年
- 『ダビデの宝庫Ⅱ』西河直茂訳、いのちのことば社、1993年
- 『ダビデの宝庫Ⅲ』西河直茂訳、いのちのことば社、1993年
- 『教会と伝道』伊藤淑美訳、いのちのことば社、1993年
- 『ルック、ルック、ルック　C.H.スポルジョン説教集』野田良晴訳、燦葉出版社、1993年
- 『十字架の上でキリストは』今井敦子訳、いのちのことば社、1996年
- 『祈りーー12の鍵』奥迫敦子訳、いのちのことば社、1997年
- 『朝ごとに』松代幸太郎訳、いのちのことば社、2000年
- 『夕ごとに』松代幸太郎訳、いのちのことば社、2000年
- 『妥協はしない』野田良晴訳、いのちのことば社、2004年
- 『新版　説教学入門』加藤常昭訳、いのちのことば社、2010年